# Santa Maria del Camí
Santa María del Camí är en kommun i Spanien. Den ligger i den autonoma regionen Balearerna i östra delen av landet. Antalet invånare är 7 623 (2024). Arean är 37,62 kvadratkilometer. Santa María del Camí ligger på ön Mallorca. Santa María del Camí gränsar till Alaró, Consell, Santa Eugènia, Palma de Mallorca, Marratxí och Bunyola. 